# 陆禽
陸禽（Terrestores），是根據生活型態及棲息地類型所劃分出的一種鳥類分類。於生物分類學中，其範圍特指鳥綱下兩個現存目，即雞形目及鴿形目（後拆分為數個目所形成的鴿形總目）。陸禽有時候也會包含走禽在內。有時候英文的「Landfowl」可能會用以統稱陸禽，但更多用於指稱雞形目下的鳥類。
陸禽因主要在陸地上活動，適應於地面奔走及覓食而得名。在外觀上，其鳥喙較短，適合於地面上啄食；翅膀則形狀不定，可善飛或不擅飛皆有。腳較短而強健，其中三趾在前，一趾向後，適合於在樹上棲息，但也會在地面上活動。其食性以植物為主，也取食昆蟲和其它小動物；多為留鳥，少部分種類為候鳥。常見的陸禽包含鸡、火雞、鹌鹑、鸽子等。
陸禽有時候會再被兩個種類，即以雞形目的雉雞、孔雀為首的「鶉雞類」以及以鴿形目的岩鴿、斑鳩為主的「鳩鴿類」。其中前者更適應於地面生活，而後者更善於飛行，多行樹棲型的生活。